# Minettia bulgarica
Minettia bulgarica är en tvåvingeart som beskrevs av Papp 1981. Minettia bulgarica ingår i släktet Minettia och familjen lövflugor.
Artens utbredningsområde är Bulgarien. Inga underarter finns listade i Catalogue of Life.